# Catedral de Rancagua
Iglesia Catedral de Rancagua, también llamada Parroquia El Sagrario de Rancagua, es el principal templo católico de la Diócesis de Rancagua, localizada en la ciudad de Rancagua, Chile. Está ubicada en pleno casco histórico de la ciudad, frente a la Plaza de Los Héroes, donde se libró la Batalla de Rancagua.
Tiene la categoría de "Inmueble de conservación histórica".

## Historia
Fue erigida por el Obispo de Santiago de Chile, fray Diego de Medellín, en 1550, desmembrándola de la Parroquia El Sagrario de Santiago. El primer cura doctrinero del que se tiene información es don Hernando de Jesús (1578 – 1581). 
El primer templo (44 varas de largo por 8 ½ de ancho y seis un tercio de alto; tres puertas, la principal daba a la plaza y dos torres), fue deteriorándose con el tiempo y quedó en malas condiciones, a raíz de la Batalla de Rancagua, el 1 y 2 de octubre de 1814. 
El 30 de agosto de 1854 se nombró una comisión para construir una nueva iglesia. Los trabajos se iniciaron en tiempos del párroco Francisco Troncoso (1861–1864), según los planos del arquitecto Juan Herbage (1861), el mismo que entregó estudios para la construcción de las catedrales de La Serena y Concepción. Completó el proyecto el italiano Eusebio Chelli, quien proyectó los planos de las iglesias de San Ignacio y los Capuchinos de Santiago, entre otras. Chelli hizo el trazado de las torres. Mientras se ejecutaban los trabajos, la parroquia funcionó en la capilla de la Casa de Ejercicios "San Juan Nepomuceno" (Alameda, entre Zañartu y Almarza, donde hoy se encuentran las "Torres de Freire"). 
Siendo párroco Rafael Jofré (1864–1885) se bendijo la nueva iglesia parroquial, el 30 de enero de 1876. Le correspondió a su sucesor,  Martín Vergara (1885–1901) hacer las últimas terminaciones. La parroquia fue consagrada como Catedral por monseñor Rafael Lira Infante el 21 de octubre de 1926, al cumplir este templo exactamente 50 años de existencia y servicio al culto. 
Las torres se construyeron en 1937, y la cripta es de 1988.
El 27 de febrero de 2010 sufrió importantes daños durante el terremoto ocurrido en Chile, sin embargo éstos eran desprendimientos reparables, por tanto se descartó su demolición. La restauración del templo comenzó en agosto de 2010, y su reparación fue estimada en más de $400 millones. La Catedral fue reinaugurada el 21 de abril de 2011.

## Arquitectura
Se trata de un edificio de cal y ladrillo, 59 varas de largo por 24 de ancho, tres naves y cinco puertas (Libro de Inventarios de 1885). 

## Delegaciones

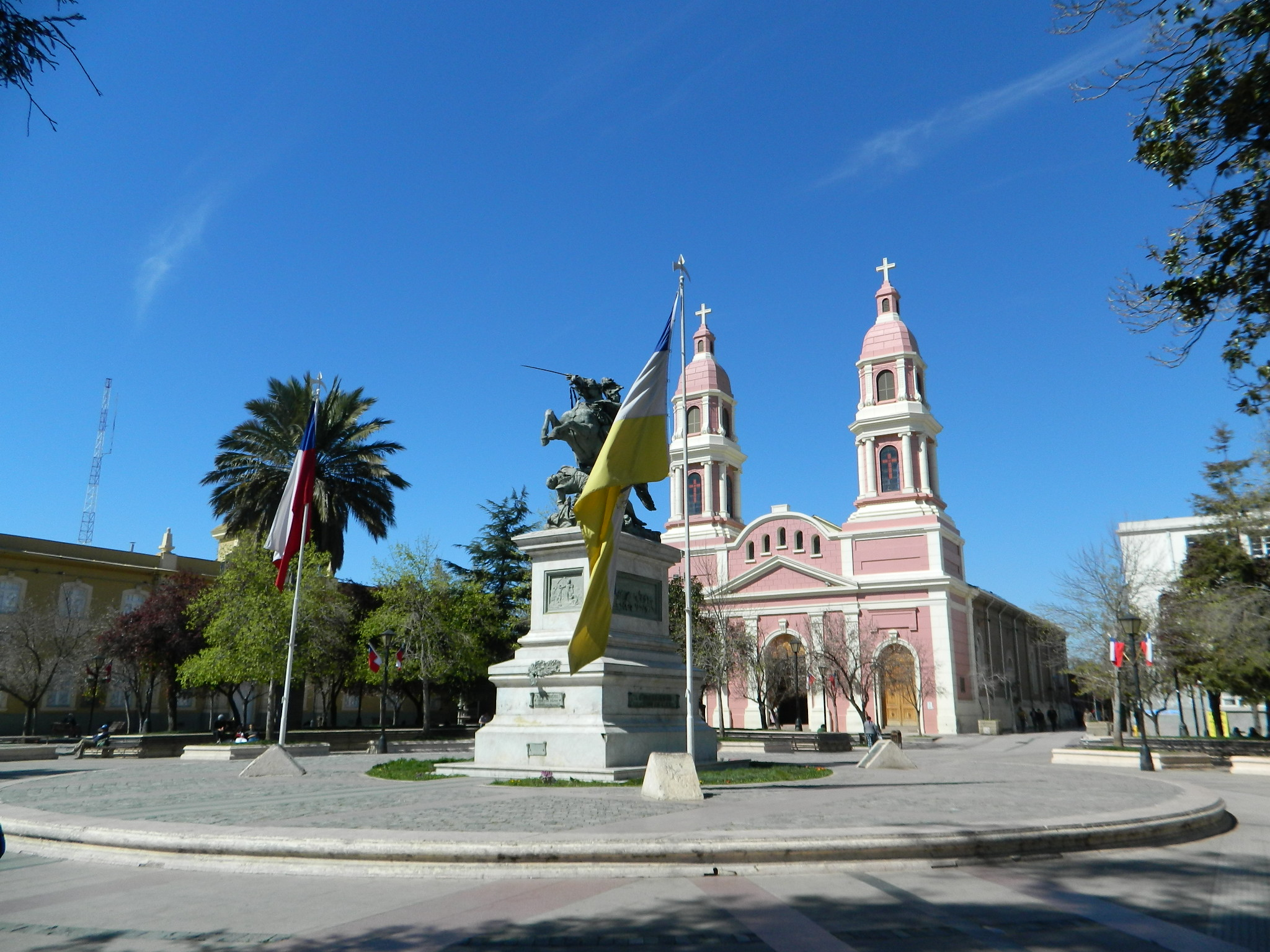
Plaza de Los Héroes de Rancagua, con la Iglesia Catedral de fondo.

### Capillas
- Capilla Corazón de María, Población O'Higgins.
- Convento La Merced

### Diaconías
- Iglesia del Buen Pastor
- Iglesia San Lorenzo